# Статья 10 Конвенции о защите прав человека и основных свобод
Статья 10 Европейской конвенции о правах человека обеспечивает право на свободу выражения мнений и информации с учетом определенных ограничений, которые «соответствуют закону» и «необходимы в демократическом обществе». Это право включает свободу придерживаться своего мнения, а также свободу получать и распространять информацию и идеи.

## Текст
Статья 10 – Свобода выражения мнения
1. Каждый имеет право свободно выражать свое мнение. Это право включает свободу придерживаться своего мнения и свободу получать и распространять информацию и идеи без какого-либо вмешательства со стороны публичных властей и независимо от государственных границ. Настоящая статья не препятствует Государствам осуществлять лицензирование радиовещательных, телевизионных или кинематографических предприятий.

2. Осуществление этих свобод, налагающее обязанности и ответственность, может быть сопряжено с определенными формальностями, условиями, ограничениями или санкциями, которые предусмотрены законом и необходимы в демократическом обществе в интересах национальной безопасности, территориальной целостности или общественного порядка, в целях предотвращения беспорядков или преступлений, для охраны здоровья и нравственности, защиты репутации или прав других лиц, предотвращения разглашения информации, полученной конфиденциально, или обеспечения авторитета и беспристрастности правосудия.

## Исключение из лицензирования
Положение о "лицензировании радиовещательных, телевизионных или кинематографических предприятий", т.е. о праве государства на лицензирование медиа-компаний, было включено ввиду ограниченного числа доступных частот и того факта, что в то время большинство европейских государств обладало монополией на вещание и телевидение. Позднее суд постановил, что в связи с "техническим прогрессом последних десятилетий, обоснование этих ограничений не может быть сделано путем ссылки на количество доступных частот и каналов". Общественные монополии в аудиовизуальных средствах массовой информации были расценены судом как противоречащие статье 10, в первую очередь потому, что они не могут обеспечить множественность источников информации. 
Суд также постановил, что устройства для приема вещательной информации, такие как спутниковые антенны, не подпадают под ограничение, предусмотренное в последнем предложении первого абзаца. 

## Прецедентное право
- Хэндисайд против Соединенного Королевства (1976)
- Лингенс против Австрии (1986) 8 EHRR 407
- Мюллер и другие против Швейцарии (1988 г.), жалоба номер 10737/84
- The Observer и The Guardian против Соединенного Королевства (1991) 14 EHRR 153, дело "Spycatcher".
- Институт Отто Премингера против Австрии, см. Liebeskonzil (1994)
- Йерсилд против Дании (1994)
- Боуман против Соединенного Королевства [1998] ECHR 4, (1998) 26 EHRR 1
- Эпплби против Соединенного Королевства (2003) 37 EHRR 38
- Стил и Моррис против Соединенного Королевства (2005 г.), "дело Маклибела"
- Йилдирим против Турции, 2012 [2]
- Delfi AS против Эстонии (2015).
- E.S. против Австрии.